# パークタワー西新宿エムズポート
パークタワー西新宿エムズポート（パークタワーにししんじゅくエムズポート）は、東京都新宿区西新宿八丁目にある超高層マンション。

## 概要
新宿グランドプラザの東側と成子天神社の西側に隣接する。神社と一体型の開発事業「成子天神社再整備プロジェクト」によって建設された約70年の定期借地権付き分譲マンションである。
神社が建替えられ、神社の西側にタワーが、北側に14階建ての賃貸棟が建設された。

## 建築概要
- 階数：地上27階、地下2階、塔屋1階
- 高さ：最高部93.39m、軒高92.79m
- 敷地面積：1,324.06m2
- 建築面積：742.32m2
- 延床面積：17,098.24m2
- 構造：RC造
- 竣工：2014年（平成26年）1月
- 設計：熊谷組一級建築士事務所
- 施工：熊谷組

## アクセス
- 東日本旅客鉄道（JR東日本）新宿駅（西口） - 徒歩13分
- 都営地下鉄大江戸線 都庁前駅 - 徒歩10分
- 都営地下鉄大江戸線 新宿駅 - 徒歩13分
- 東京メトロ丸ノ内線 西新宿駅 - 徒歩3分